# Vaggelīs Vourtzoumīs
Euaggelos Vourtzoumīs, detto Vaggelīs (in greco Ευάγγελος "Βαγγέλης" Βουρτζούμης?; Atene, 30 ottobre 1969), è un ex cestista greco.

## Palmarès
- Campionato greco: 4

Aris Salonicco: 1988-89, 1989-90, 1990-91
Panathinaikos: 1997-98
- Coppa di Grecia: 4

Aris Salonicco: 1988-89, 1989-90, 1991-92
Panathinaikos:	1995-96
- Coppa dei Campioni: 1

Panathinaikos: 1995-96
- Coppa d'Europa - Coppa Saporta: 2

Aris Salonicco: 1992-93
Maroussi: 2000-01